# Харвич Порт (Масачусетс)
Харвич Порт (енгл. Harwich Port) насељено је место без административног статуса у америчкој савезној држави Масачусетс.

## Демографија
По попису из 2010. године број становника је 1.644, што је 165 (-9,1%) становника мање него 2000. године.
| Група             | 2000.         | 2010.         |
| Белци             | 1.764 (97,5%) | 1.568 (95,4%) |
| Афроамериканци    | 11 (0,6%)     | 10 (0,6%)     |
| Азијати           | 1 (0,1%)      | 9 (0,5%)      |
| Хиспаноамериканци | 12 (0,7%)     | 9 (0,5%)      |
| Укупно            | 1.809         | 1.644         |